# Sudirman Cup 2005
Surdirman Cup 2005 var den 9. udgave af Sudirman Cup – verdensmesterskabet i badminton for mixed landshold. Mesterskabet blev arrangeret af International Badminton Federation og afviklet i Beijing, Kina i perioden 10. – 15. maj 2005. Kina var vært for Sudirman Cup for første gang.
Mesterskabet blev afviklet i seks niveauer, hvor det kun var de otte hold i det øverste niveau (gruppe 1), der havde mulighed for at vinde selve Sudirman Cup-pokalen. I de øvrige niveauer spillede holdene om op- og nedrykning mellem niveauerne til næste Sudirman Cup.
Sudirman Cup blev for femte gang gennem tiden vundet af Kina, som slog Indonesien i finalen med 3-0. Bronzemedaljerne gik til de to tabende semifinalister, Danmark og Sydkorea.

## Samlet rangering
| Gruppe 1 | Gruppe 1   |
| -------- | ---------- |
| Guld     | Kina       |
| Sølv     | Indonesien |
| Bronze   | Danmark    |
| Bronze   | Sydkorea   |
| 5.       | England    |
| 6.       | Hongkong   |
| 7.       | Thailand   |
| 8.       | Sverige    |

| Gruppe 2 | Gruppe 2  |
| -------- | --------- |
| 9.       | Malaysia  |
| 10.      | Japan     |
| 11.      | Singapore |
| 12.      | Holland   |
| 13.      | Tyskland  |
| 14.      | Taiwan    |
| 15.      | Rusland   |
| 16.      | Ukraine   |

| Gruppe 3 | Gruppe 3    |
| -------- | ----------- |
| 17.      | Polen       |
| 18.      | Indien      |
| 19.      | New Zealand |
| 20.      | USA         |
| 21.      | Skotland    |
| 22.      | Finland     |
| 23.      | Bulgarien   |
| 24.      | Wales       |

| Gruppe 4 | Gruppe 4   |
| -------- | ---------- |
| 25.      | Frankrig   |
| 26.      | Schweiz    |
| 27.      | Australien |
| 28.      | Estland    |
| 29.      | Sydafrika  |
| 30.      | Kasakhstan |
| 31.      | Norge      |
| 32.      | Peru       |

| Gruppe 5 | Gruppe 5   |
| -------- | ---------- |
| 33.      | Italien    |
| 34.      | Litauen    |
| 35.      | Luxembourg |
| 36.      | Israel     |
| 37.      | Tyrkiet    |
| 38.      | Cypern     |

| Gruppe 6 | Gruppe 6  |
| -------- | --------- |
| 39.      | Sri Lanka |
| 40.      | Jamaica   |
| 41.      | Mongoliet |